# 西姆拉
西姆拉读音ⓘ位于印度北部喜马拉雅山山区，是印度喜马偕尔邦的首府。地理座标：北纬31度06分，东经77度13分。人口16万多。
西姆拉有辉煌的过去，英属印度時期以此為夏都，将西姆拉建成著名的避暑胜地。许多英国人到这个城市定居，因为由于海拔高，天气宜人，不出现疟疾等严重疾病。现在这里对旅游者仍有吸引力，享受这里夏季宜人的气候，和冬季的雪。
在1914年召开的西姆拉会议上，英国与西藏政府划定了麦克马洪线边界线。1972年巴基斯坦与印度在此处签订了《西姆拉协定》，停止了第三次印巴战争。

## 历史
1822年，苏格兰公务员查尔斯·肯尼迪建造了西姆拉的第一个英国避暑房屋。 在19世纪后半叶，该市成为英属印度的夏都。每年中有大约半年时间，许多英国军人、商人和公务员纷纷搬到这里，以逃避印度低海拔地区的酷热和疾病。
西姆拉有星罗棋布的纪念碑以及维多利亚风格的建筑物。卡尔卡-西姆拉铁路是印度少数还在运行的窄轨铁路之一。
西姆拉得名于印度教凶恶的毁灭女神卡利的一个化身。
1971年，西姆拉成為喜马偕尔邦的首府。

## 地理
西姆拉区位于喜马拉雅山脉中西段，这个区域地形起伏，覆盖着常绿松树林。西姆拉市位于平均海拔2000米的山上。 
| 季节 | 月份       | 气温         | 条件                           |
| ---- | ---------- | ------------ | ------------------------------ |
| 春季 | 3月－4月   | 10 °C－20 °C | 通常晴朗，偶有短时雷雨         |
| 夏季 | 5月－6月   | 16 °C－28 °C | 通常晴朗，有时森林火灾造成烟雾 |
| 雨季 | 7月－9月   | 13 °C－20 °C | 凉爽湿润，有时连续阴雨         |
| 秋季 | 10月－11月 | 10 °C－23 °C | 天气晴朗，夜间变冷             |
| 冬季 | 12月－2月  | -7 °C－10 °C | 天气阴暗，经常下雪             |

## 经济
经济中政府支持的部门情况较好。
西姆拉是重要的旅游目的地。根据统计，游客中有四分之一会来到喜马偕尔邦。库弗里、纳尔德拉、塔塔盘尼、西夫古法和柴尔是主要的游览胜地。西姆拉区还有著名的苹果园，创办者是美国人萨特衍那达·斯透克斯。

## 政治
西姆拉是印度喜马偕尔邦的首府。常住居民大约有10万。夏季游客的到来会使人口固定增加1万人。到了冬季，居民们回到较为温暖的地方，人口又急剧下降。
喜马偕尔邦有2个主要政党：印度人民党和国大党。西姆拉传统上是国大党的堡垒。这个山地邦的现任首席长官是国大党的拉贾· 维布汉德拉·辛格。

## 人口
2001年印度人口统计，西姆拉拥有人口142,161人。男性占总人口的57%，女性占43%。西姆拉的平均识字率为84%，高于全国平均水平65.7%：男性识字率为 86%，女性识字率为82%。在西姆拉，9%的人口低于6岁。人口的大部分为 喜马偕尔邦当地人，少数民族在印度分治期间来自巴基斯坦。主要语言有印地语、旁遮普语和帕哈里语。

## 文化
作为首府，西姆拉是喜马偕尔邦文化活动的中心。这里每年5月和6月举办的夏季节非常有名，许多文化活动和节庆活动持续2周时间。许多大艺术家曾在节庆活动中演出，如贾吉特·辛格、古拉姆·阿里等。

## 教育
西姆拉是喜马偕尔大学的所在地，该大学成立于1970年，坐落在夏山，距离市区有5千米。该校颁发各学科的课程证书、高级文凭、毕业文凭和博士学位。
西姆拉的高级研究所(IIAS)成立于1965年，在印度文化、宗教、社会科学和自然科学等众多领域进行深入的学术研究。
西姆拉还有一所医学院（英迪拉·甘地医学院）和一所公立牙科学院。其他大学有：圣比德女子学院、圣焦理公立学院和乔拉麦丹公立学院。
西姆拉的主要学校有：科顿主教学校（男校）、圣爱德华（男校）、耶稣和圣母修女院（女校）、洛雷多修女院俗称塔拉女校（现名圣心修女院塔拉女校），奥克兰家政学校（女校）,新西姆拉公立学校，戴安南德学校, 主日学校,圣多马, 喜马拉雅国际学校。其中科顿主教学校也许是最著名的一所。该校成立于1859年，最初是为英国军官的子女提供教育。该校在各个领域培养了大批专业人员。最著名人物英国军官戴尔将军（犯下贾利安瓦拉巴格屠杀）还立在学校入口处。

## 体育
滑冰在冬季的西姆拉广受欢迎。西姆拉滑冰俱乐部据说是亚洲最古老的一个。滑冰只在冬季进行，吸引大批人群聚集此地。排球是该市另一项流行的运动项目。
旱冰在这里也很流行，在临近山脊的拉卡尔集市有一个旱冰俱乐部。
由于缺少政府的支持，该市退出了举办2014年冬季奥运会的竞选。

## 交通
西姆拉可以通过公路、航空和铁路到达，公路可能是最佳交通手段。 

### 公路
最近的大城市是昌迪加尔，沿22号国家公路前行115千米，离新德里的距离则是365千米。公营的沃尔沃大巴运营在德里经昌迪加尔到西姆拉的线路上，路上共需要7-8小时，班次频密。

### 铁路
窄轨的卡尔卡－西姆拉铁路将西姆拉通过卡尔卡加和全国主要铁路网连接起来。乘火车旅行较慢，但沿路的风景和103个隧道吸引了许多游客。

### 航空
在距离市区25公里的朱巴尔哈迪有一个小型机场，有一条私营航线每周飞往德里。

## 美食
- 巴尔吉斯餐厅（林荫道）：印度菜、中国菜、欧洲菜
- 德维克斯（林荫道）：印度菜、中国菜、酒吧
- 阿施安那-古法（山脊）: 印度菜、欧洲菜
- 多米诺斯（林荫道）：
- 巴利斯塔（林荫道）：
- 特里舒尔（林荫道）：非常著名的古老的面包店

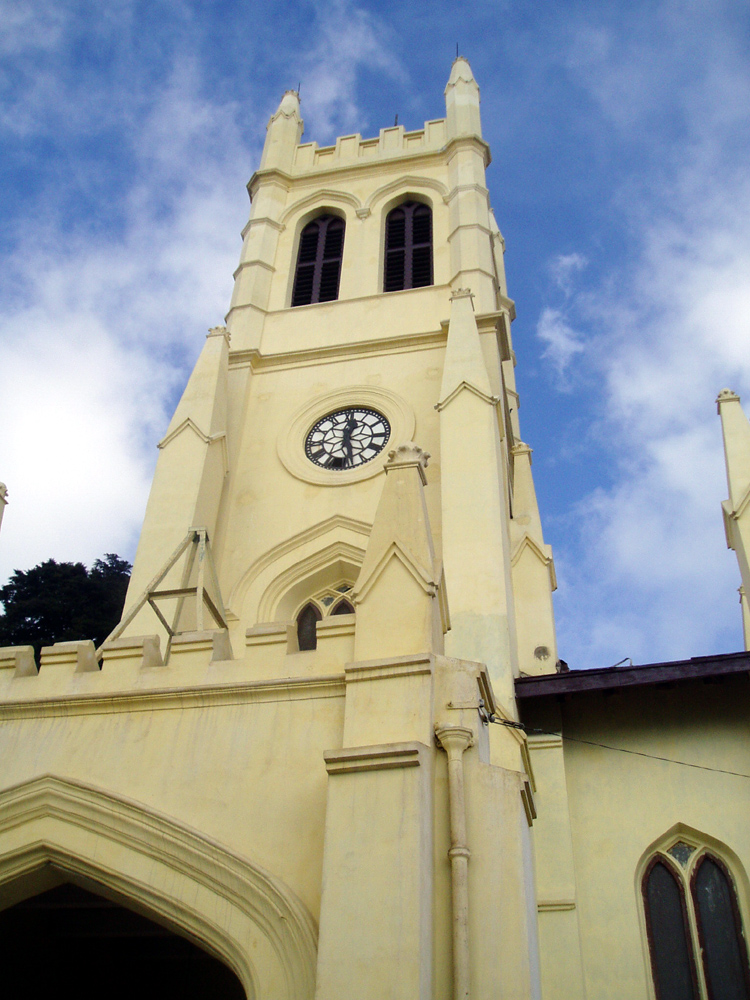
位于山顶的基督堂

- 西塔拉姆 (拉卡尔集市): 著名的老店
- 新市场餐厅（林荫道欢乐剧院对面）
- 梅赫鲁（下市场）：著名的百年老店

## 名胜

### 市中心
山脊（The Ridge）和邻近的林荫道（Mall Road）构成该市的核心。林荫道上不允许行车，被辟为步行街。主要购物区的大部分商店开在旧时代的建筑物里。这个购物区的下面一级是中市场，小型廉价商店与民居混杂。中市场再往下一级是下市场，是出售日用品和蔬菜市场小商店。下市场是三者中最拥挤的，但在旅游高峰季节林荫道也会很拥挤。下市场的大部分商店也到林荫道去购买高档耐用品。多数时候，林荫道是散步和集会的好地方。

### 欢乐剧院
欢乐剧院位于林荫道，是世界上最古老的剧院之一。它开放于1887年5月30日，维多利亚女王登基50周年庆典。许多著名的电影明星经常在欢乐剧院的舞台上表演。

### 总督旅馆
在天文台山上坐落着总督官邸（Rashtrapati Niwas）。这是西姆拉最美的建筑。这里曾经是英国总督达弗林勋爵的住处。这里收藏了一些英国统治时期的古老物品。

### 库弗里
库弗里距离西姆拉19公里，海拔比西姆拉高。那里的动物园和滑雪坡是主要的游览胜地。

### 纳尔德赫拉
纳尔德赫拉的9孔高尔夫球场是西姆拉另一个旅游景点。许多电影曾在此取景。

### 宗教场所
印度教時母庙距离林荫道只有步行5分钟的路程，一座猴神庙座落在西姆拉的制高点(海拔2600米，从林荫道步行前往大约需要30分钟到1小时)。另一座猴神庙位于西姆拉到加尔加的公路上。塔拉德维庙距离西姆拉10千米，从市内肉眼可见。

### 市场
临近林荫道的集市满足市民的需要。拉卡尔集市以出售木制品著称。